# 11352 Koldewey
11352 Koldewey (1997 WP22) là một tiểu hành tinh vành đai chính được phát hiện ngày 28 tháng 11 năm 1997 bởi Khảo sát tiểu hành tinh OCA-DLR ở Caussols.